# Antonio Flores Jijón
Pour les articles homonymes, voir Flores.

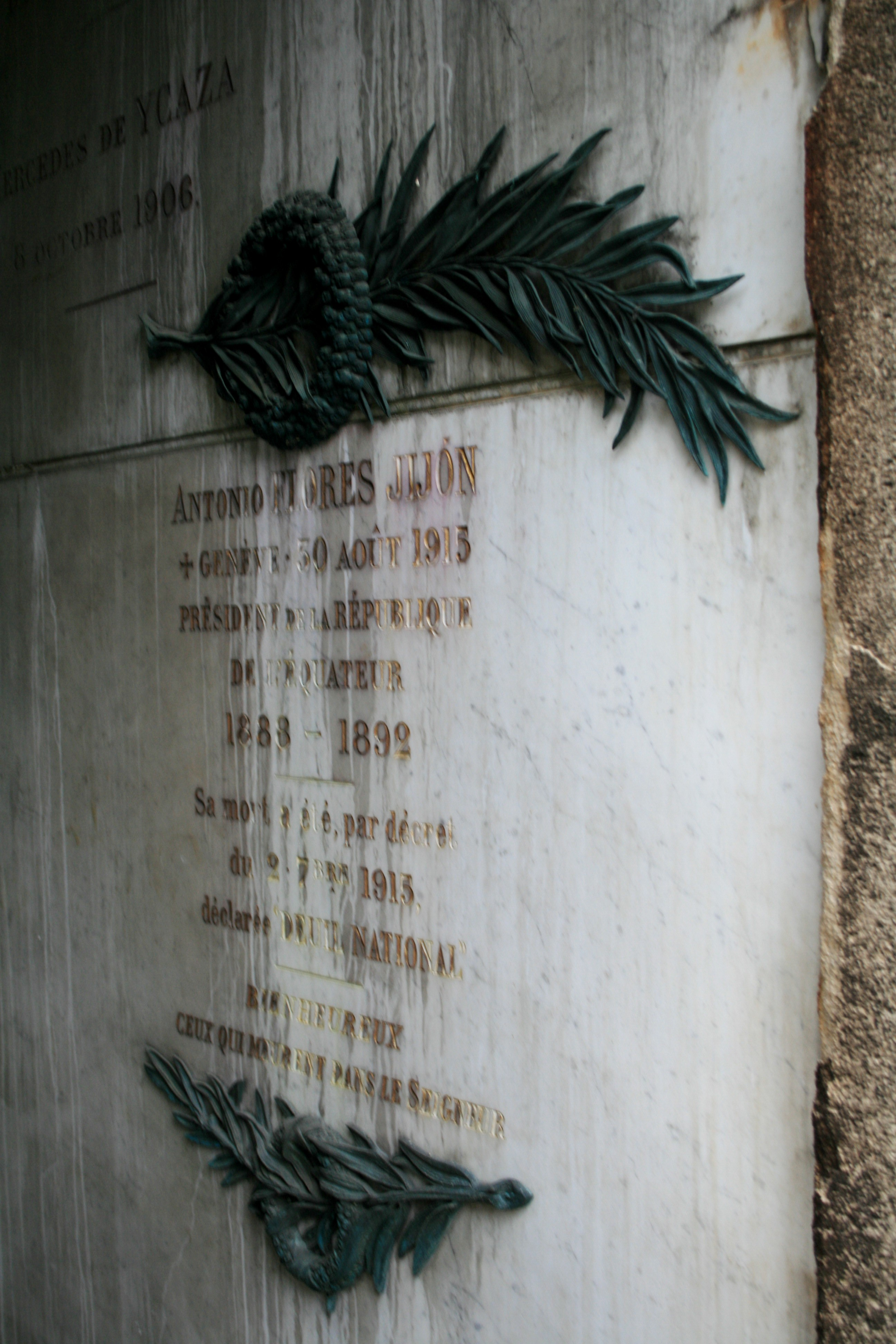
Sépulture (détail) d'Antonio Flores Jijon au cimetière du Père-Lachaise (div. 68) à Paris.

Juan Antonio María Flores y Jijón de Vivanco, plus connu comme Antonio Flores Jijón, né le 23 octobre 1833 à Quito et mort le 30 août 1915 à Genève, est un homme d'État équatorien.
Il est le président de l'Équateur du 17 août 1888 au 30 juin 1892. Il est membre du Parti progressiste, un parti libéral catholique.

## Biographie
Antonio Flores nait au palais Carondelet, la résidence présidentielle à Quito, alors que son père, le général Juan José Flores, dirige le pays. Sa mère, Mercedes Jijón de Vivanco y Chiriboga, est la fille du Comte de la Casa Jijón, une des plus anciennes familles aristocratiques de Quito.
Sous le régime de Gabriel García Moreno, Flores est ambassadeur à Paris, Londres puis Washington.
Élu président de l'Équateur en 1888, il a pour vice-président Pedro José Cevallos.
Il était l'époux de Leonor Ruiz de Apodaca y García-Tienza, originaire de Cuba. Il mourut à Genève, en Suisse et fut inhumé au cimetière du Père-Lachaise à Paris (68e division). Il fut rapatrié à Quito, au sein du cimetière des présidents de la République d'Équateur, grâce à l'intervention de Domenico Gabrielli, président de l'Association internationale du cimetière du Père-Lachaise, auprès de l'ambassadeur de la République d'Équateur, auquel il signala la reprise par la Ville de Paris de la chapelle dans laquelle il reposait.